# Новотаврический
Новотаври́ческий — хутор в Курском районе (муниципальном округе) Ставропольского края России.

## Варианты названия
- Ново-Таврический,
- Новый Таврический[3]

## География
Расстояние до краевого центра: 221 км.
Расстояние до районного центра: 14 км.

## История
На 1 марта 1966 года хутор числился в составе Курского сельсовета (с центром в станице Курской):17.
До 16 марта 2020 года Новотаврический входил в состав сельского поселения Курский сельсовет.

## Население
| 1989 | 2002 | 2010 | 2021 |
| ---- | ---- | ---- | ---- |
| 67   | ↗77  | ↗86  | ↘85  |

По данным переписи 2002 года в национальной структуре населения русские составляли 52 %, грузины — 42 %.

## Памятники
- Братская могила советских воинов, погибших в боях с фашистскими захватчиками. 1942—1943, 1953 года[9]

## Кладбище
В 1 км к северо-востоку от хутора расположено общественное открытое кладбище площадью 30 тыс. м².